# GNU-projektet
Se gnuer för djuret.

GNU-projektets maskot och logotyp.

GNU-projektet startades 1984 av Richard Stallman med målet att utveckla ett komplett Unixliknande operativsystem bestående helt av fri programvara: operativsystemet GNU. GNU är en rekursiv akronym av engelskans GNU's Not Unix!, på svenska GNU är inte Unix!.
Tillsammans med systemet tog man fram en licens kallad GNU General Public License (förkortas GNU GPL eller bara GPL). Syftet med licensen var att se till att alla som fick tag i programvaran även skulle få tillgång till källkoden och dessutom få oinskränkt rätt att studera, ändra och förbättra programmet. Den enda restriktionen var att man måste ge alla man distribuerar programvaran till samma rättigheter som man själv har fått. På så sätt skulle programvaran alltid hållas fri. Juridiskt sett drivs projektet av stiftelsen Free Software Foundation.

## Målsättning
Från början syftade projektet till att skapa det fria operativsystemet GNU. Avsikten var inte att skriva alla datorprogram som behövdes för systemet: i den mån existerande program kunde användas använde man dem. Så valdes till exempel X Window System för det grafiska användargränssnittet och LaTeX för typsättning.
Samma gäller fortfarande. Då GNU/Linux existerar är operativsystemet GNU inte längre en hög prioritet, utan istället försöker man identifiera de viktigaste funktioner för vilka fri alternativ saknas eller där de fria alternativen inte är tillfredsställande. När till exempel den gamla Unix-skrivbordsomgivningen inte kändes attraktiv för vanliga Windows-användare och det nya alternativet KDE baserades på Qt, som då ännu inte var fritt, inleddes arbetet på den alternativa skrivbordsmiljön Gnome.
Våren 2012 är sådana prioriterade projekt gnash, för webutvidgningen Flash, Coreboot, som skall ersätta BIOS, de olika fria programmen för IP-telefoni, som ersättare för Skype, videoredigering, en ersättare för Google Earth, att försöka få Linux-distributioner att hålla sig till fri programvara, specialiserade paket för Octave, som ersättning till motsvarigheterna för Matlab, LibreDWG med CAD-funktioner, förbättrande av avlusaren GDB (möjligheterna att stega bakåt), fria routrar, ett gränssnitt till MySQL som fungerar med Oracle Forms, automatisk transkription av video och audio samt drivrutiner för PowerVR.

## Historia
Den 27 september 1983 tillkännagav Richard Stallman det ambitiösa GNU-projektet, med målet att skapa ett fullständigt fritt operativsystem kompatibelt med Unix. Han sade upp sig från sitt jobb och inledde GNU-projektet tillsammans med andra programmerare som delade hans vision. De ville inte enbart skapa ett operativsystem utan även annan nödvändig programvara så att det skulle bli möjligt att använda en dator helt utan proprietära program.
Projektet har sedan 80-talet producerat ett stort antal program, kompilatorer och verktyg, som Emacs, GNU Compiler Collection och skrivbordsmiljön GNOME. För närvarande, år 2006, har fortfarande inget komplett GNU-system släppts, men det finns ett stort antal operativsystem som baseras på GNU-program med tillägg som Linuxkärnan och fönstersystemet X Window System. Program från GNU har porterats till många andra system, inklusive Windows, Mac OS, BSD och Solaris.

## GNU/Linux eller Linux?
Varianter av GNU:s operativsystem med Linux som operativsystemkärna har blivit populära. Dessa system kallas ofta felaktigt för bara "Linux", i vissa fall även av de mer insatta användarna. Detta trots att Linux bara är kärnan, det vill säga en liten del av operativsystemet som står för de mest grundläggande delarna av systemet, som till exempel att snabbt hoppa mellan de processer som körs och kommunicera med hårdvaran. Det finns dock inget som heter "linuxkommandon", de kommandon som finns i systemet, och även skalen och inloggning och det mesta annat som syns på skärmen, kommer från GNU. En mer korrekt benämning av systemet är därför enligt GNU-projektet GNU/Linux.
Från början utvecklades en egen kärna för GNU vid namn GNU Hurd. Linux-kärnan hade dock kommit längre och licensierades som GNU GPL, vilket gjorde att det vanligaste sättet att köra GNU kom att bli med en Linux-kärna. Hurd utvecklas dock fortfarande. GNU:s helt egna operativsystem med GNU-komponenter tillsammans med kärnan Hurd ska kallas GNU OS. Alla versioner av GNU som körs med annan kärna än GNU Hurd, kallas av Free Software Foundation för GNU-varianter. GNU kan även köras med andra kärnor, till exempel OpenSolaris kärna (Nexenta OS) eller någon BSD-kärna (exempelvis Debian GNU/BSD).